# لندنستان
لندنستان (به انگلیسی: Londonistan) لقبی است کنایی که به شهر لندن، پایتخت بریتانیا، به خاطر زیادشدن جمعیت مسلمانش در اواخر قرن بیستم و اوایل قرن بیست و یکم داده‌اند.
این کلمه تکواژی است چندوجهی که از به هم چسباندن نام پایتخت بریتانیا و پسوند ـستان که به معنی جا و مکان است ایجاد شده‌است. این کلمه توسط نیویورک تایمز، ونیتی فیر، و ویکلی استاندارد به کار رفته است.